# La scelta impossibile
La scelta impossibile è un film italiano del 2018 diretto da Samuele Dalò.

## Trama
Ivan Coletta, ex criminale, decide di collaborare con la polizia per fermare una banda di malavitosi.

## Distribuzione
Il film è stato distribuito nelle sale italiane il 26 luglio 2018. Il 9 luglio 2022 è stato reso disponibile sulla piattaforma Netflix.